# 1808 au Canada
Pour un article plus général, voir Chronologie du Canada.
Cet article traite des événements qui se sont produits durant l'année 1808 au Canada.

## Événements

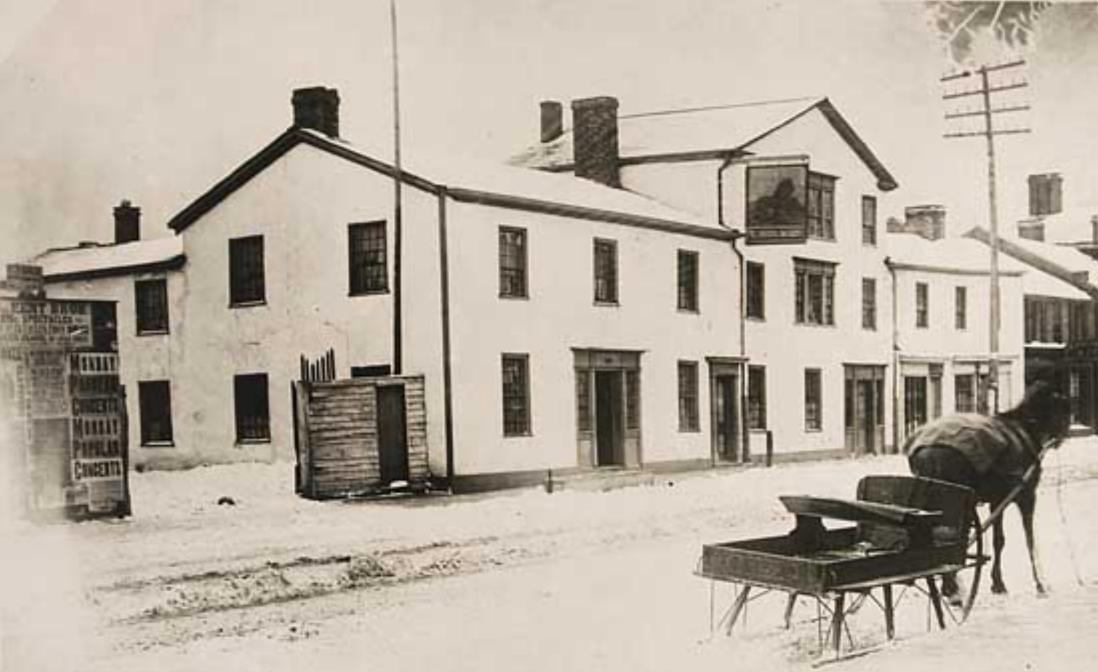
Red Lion Inn construit en 1808 à Toronto et qui devait servir de rendez-vous lors de la rébellion du Haut-Canada.

- 27 avril : fin de la Quatrième législature du Bas-Canada.
- 30 avril au 18 juin : élection de la Cinquième législature du Bas-Canada.
- Mai : Élection de la Cinquième législature du Haut-Canada (en).
- 28 mai : début de l'expédition de Simon Fraser vers le Pacifique par la rivière qui porte son nom.
- George Prevost est nommé gouverneur de la Nouvelle-Écosse.
- David Thompson explore la rivière Kootenay, un affluent du fleuve Columbia, et la remonte jusqu'à sa source.
- Fondation aux États-Unis de la American Fur Company qui va entrer en compétition jusqu'à la guerre de 1812 dans la traite de fourrures avec la Compagnie de la Baie d'Hudson et de la Compagnie du Nord-Ouest.
- Le gouverneur James Henry Craig fait entreprendre la construction des Tours Martello de Québec.
- Début de la construction de la Prison de Québec.

## Culture
- Joseph Quesnel termine la composition de l'opéra Lucas et Cécile. Des représentations sont annoncées[réf. nécessaire], mais on ignore si elles ont eu lieu.

## Naissances
- 8 février : Joseph-Narcisse Cardinal, notaire, homme politique et patriote.
- Avril : Charles Wilson, maire de Montréal.
- 10 avril : William Annand, premier ministre de la Nouvelle-Écosse.
- 2 août : Sydney Robert Bellingham, homme politique.
- 15 août ou 16 septembre : Charles Fisher, premier ministre de la colonie du Nouveau-Brunswick et père de la confédération.
- 28 août : Joseph La Rocque, évêque de Saint-Hyacinthe.
- 14 septembre : Edwin Atwater, homme d'affaires et homme politique montréalais.
- 11 octobre : Charles-Christophe Malhiot, médecin, seigneur et homme politique.
- 20 octobre : Narcisse-Fortunat Belleau, homme politique.
- Joseph-Édouard Turcotte, maire de Trois-Rivières et homme politique.

## Décès

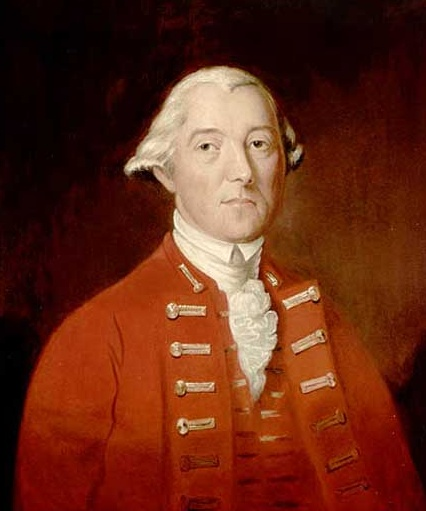
Général Sir Guy Carleton.

- 28 janvier : François Malhiot, homme politique.
- 30 septembre : Peter Russell (en), juge au Haut-Canada.
- 10 novembre : Guy Carleton, militaire et gouverneur.